# Pannonhalma (vignoble)
Pannonhalma est une région viticole hongroise située dans le comitat de Győr-Moson-Sopron, autour de la ville de Pannonhalma.